# Lucio Vero
Lucio Aurelio Vero (en latín: Lucius Aurelius Verus; Roma, 15 de diciembre de 130 - Altinum, 23 de enero de 169), conocido comúnmente como Lucio Vero, coemperador romano junto con Marco Aurelio, desde el año 161 hasta el momento de su muerte. Lucio Vero y Marco Aurelio fueron hijos adoptivos de Antonino Pío por mandato de  Adriano y los dos primeros que imperaron conjuntamente en la historia de Roma.

## Vida

### Adopción por Adriano
Vero era hijo de Avidia, hija del consular Cayo Avidio Nigrino, y de Lucio Elio César, hijo adoptado, y el esperado sucesor, del emperador Adriano. Cuando Elio César murió en 138, Adriano eligió a Antonino Pío como su sucesor, con la condición de que Antonino adoptase tanto a Vero (entonces de 7 años de edad) como a Marco Aurelio, el sobrino de Adriano. Como príncipe imperial, Vero recibió una esmerada educación del más reputado grammaticus, Marco Cornelio Frontón. De Vero se conoce que era un magnífico estudiante, con aficiones tales como la poesía y los discursos recitados.

### Ascenso imperial
La carrera política de Vero comenzó como cuestor en 153, llegando a cónsul al año siguiente (154). En 161 fue elegido de nuevo cónsul, siendo Marco Aurelio su colega en el cargo consular. Cuando Antonino murió el 7 de marzo de 161, siendo sucedido por Marco Aurelio, Vero fue designado como coemperador, un hecho sin precedentes hasta ese momento en el Imperio romano. Oficialmente ambos hombres compartían los mismos poderes, pero en la práctica era Marco Aurelio quien ostentaba el poder realmente. A Vero se le asignó el control del ejército, demostrando así la confianza existente entre él y su hermano adoptivo. Para fortalecer esta alianza,  Marco Aurelio ofreció a su hija Lucila en matrimonio a Vero, matrimonio que tuvo tres hijos.

### Campaña en el Este
Entre 162 y 166, Vero estuvo destinado en Oriente, dirigiendo la campaña militar de los romanos contra el Imperio parto por el control del reino de Armenia. Durante esta guerra, la ciudad de Seleucia del Tigris fue destruida, y el palacio de la capital parta Ctesifonte fue incendiado y arrasado por Avidio Casio en 164. En esta campaña las legiones romanas avanzaron hasta llegar a Media. Vologases IV de Partia buscó la paz con el Imperio romano, viéndose forzado a entregar Mesopotamia occidental a los romanos. Vero destacó en esta campaña como un excelente comandante, sin temor a entregar importantes tareas militares a generales más competentes.

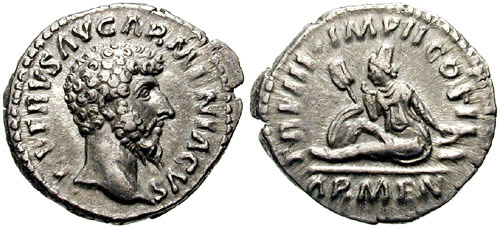
Denario conmemorativo de la victoria de Lucio Vero sobre Vologases IV de Partia, en la Guerra Armenia.

Sus contemporáneos relatan que Vero no vivió una experiencia realmente dura durante la campaña parta: vivía siempre rodeado de actores y músicos, disfrutando de abundantes banquetes y de otros placeres de la vida. Aparentemente estas placenteras medidas fueron trasladadas a las tropas de rango, para así elevar la moral. Esta extravagante actitud no fue óbice para sus juiciosas acciones en el campo militar, donde se demostró como un líder capaz, que cumplía sus tareas competentemente. A la vuelta de la campaña parta, Vero fue obsequiado con un triunfo, recibiendo el apelativo de Armeniacus. El desfile fue inusual, debido a que participaron Vero, Marco Aurelio, todos sus hijos y sus hijas solteras, como si de una gran celebración familiar se tratase.

### Años en Roma
Vero pasó los dos siguientes años en Roma, donde continuó con su lujoso estilo de vida, manteniendo una verdadera legión de actores y favoritos a su lado. Poseía una posada, construida en su propia casa, donde celebraba fiestas con sus amigos hasta el amanecer. También disfrutaba deambulando por la ciudad y entre el pueblo, sin mostrar su verdadera identidad. Los juegos del circo romano eran otra de las pasiones de su vida, especialmente las carreras de carros. Marco Aurelio desaprobaba su conducta, pero ya que Vero seguía desempeñando sus tareas oficiales con eficiencia, realmente era poco lo que podía hacer.

### Guerras en el Danubio y muerte

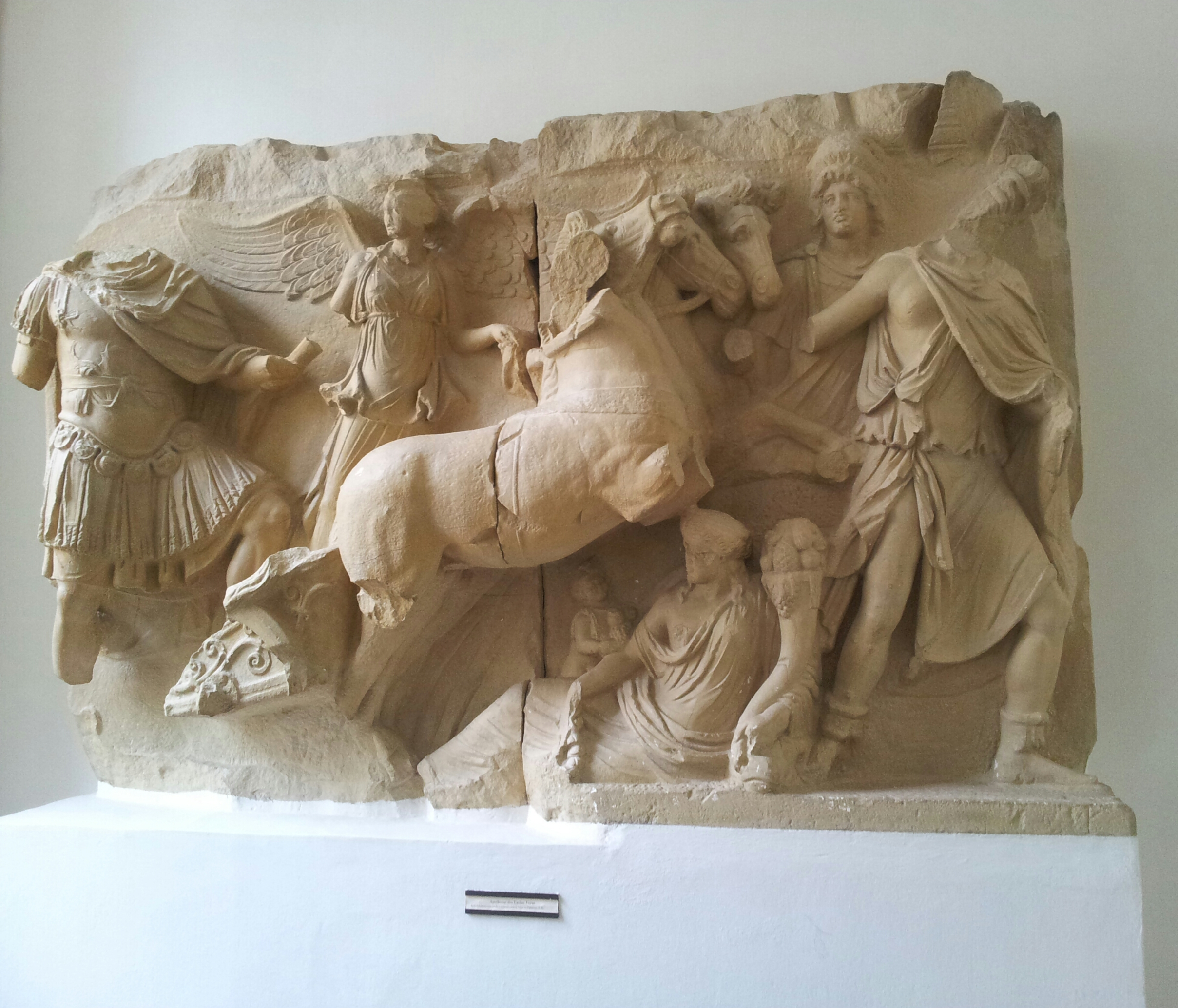
Relieve conservado en el Ephesos Museum en Viena, procedente de un monumento conmemorativo de Éfeso, situado enfrente de la Biblioteca de Celso, dedicado a la victoria pártica de Lucio Vero, construido en la década de 170, en el que aparece la apoteosis de Lucio Vero.

En la primavera de 168 se desencadenó de nuevo la guerra en la frontera del Danubio, cuando las tribus germanas de los alamanes y los marcomanos invadieron el territorio romano. Esta guerra se desarrollaría hasta el año 180, si bien Vero no vivió para ver el final de la misma. A comienzos de 169, tanto Vero como Marco Aurelio regresaron a Roma desde el frente, y Vero cayó enfermo, mostrando los síntomas atribuidos a envenenamiento de la comida, muriendo pocos días después. Sin embargo, los eruditos creen que Vero podría haber muerto víctima de la viruela, ya que falleció durante la epidemia general conocida como plaga antonina. A pesar de las pequeñas diferencias existentes entre ambos, Marco Aurelio lamentó profundamente la pérdida de su hermano adoptivo. Acompañó su cuerpo hasta Roma, donde ofreció juegos para honrar su memoria. Después de su funeral, el Senado romano declaró dios a Vero, con el consiguiente tratamiento Divus Verus.